# アーヴィング・ジャニス
アーヴィング・エル・ジャニス（1918年5月26日 - 1990年11月15日）は、イェール大学の実験心理学者、カリフォルニア大学バークレー校の名誉退職教授。集団で合議を行う場合に不合理あるいは危険な意思決定が容認される現象である集団思考の研究で有名。1986年退職。
カール・ホブランドと共にスリーパー効果を含む、人間の状態の変化を研究した。